# Sara Berenguer Laosa
Sara Berenguer Lahosa (Barcelona, 1 de gener de 1919 - Montadin, 8 de juny de 2010) fou una militant anarcosindicalista i feminista llibertària catalana, activa en el moviment de les Mujeres Libres. També va ser poeta, amb obra publicada en espanyol, català i francès.

## Joventut
Va néixer en el barri del Poble-sec, de Barcelona, en una modesta família de classe treballadora. El seu pare era paleta i activista llibertari. Va deixar l'escola als dotze anys, i als tretze va començar a treballar en una carnisseria del mercat del Ninot, però es va rebel·lar a causa de l'explotació i del masclisme, i va ser acomiadada desprést de moltes feines. Va treballar de modista en una fàbrica i, després, continuà sent-ho pel seu compte fins al juliol de 1936. Quan va esclatar la guerra civil espanyola tenia setze anys i volia marxar al front, però el seu pare no l'hi va deixar anar. El seu pare va morir lluitant al front.
Ella participà en el Comitè revolucionari del barri de Les Corts fins al juny de 1937, al comitè revolucionari del sindicat de la fusta al costat d'Antonio Santamaria, per a qui va fer tasques de mecanògrafa i comptable. Així un dia fou nomenada responsable de la distribució de les armes.
Paral·lelament, va exercir càrrecs de responsabilitat al comitè local de la Federació Ibèrica de Joventuts Llibertàries (FIJL) i al secretariat de l'Ateneu Llibertari on va fer de mestra dels nens del carrer. Va conèixer Sol Ferrer, la filla de Francesc Ferrer i Guàrdia, de qui va aprendre francès.

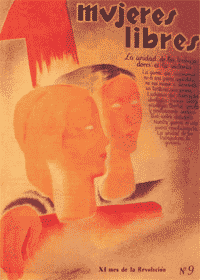
El número 9 de la revista Mujeres Libres (1938)

Durant els fets de maig de 1937 va participar ens els enfrontaments armats contra els comunistes, defensant el Casal (casa de les dones obreres) dirigit per la militant llibertària Amparo Poch y Gascón. A començament de 1937 fou nomenada membre del comitè central de la Solidaritat Internacional Antifeixista (SIA) amb Ángel Aransaez i va fer nombroses visites al front.
L'octubre de 1938 es va unir al moviment Mujeres Libres i ocupà el secretariat regional de l'associació. Va lluitar contra la ignorància i s'implicà per «educar socialment i culturalment les dones perquè puguin construir i defensar-se a si mateixes com a éssers humans lliures i conscients».

## Exili i resistència
El gener del 1939, durant la Retirada, amb l'èxode a França, va continuar el seu treball de SIA a Perpinyà i Besiers, on tractà de rescatar els presoners dels camps, entre els quals hi havia el seu company, Jesús Guillén Bertolín.
Durant l'ocupació nazi va ser membre del grup de la CNT de Bram i serví d'enllaç amb la Resistència francesa a l'Aude, Arieja, Erau i l'Alta Garona. Després de l'Alliberament, amb Guillén, va continuar el seu treball en la CNT a l'exili. El 1947 va ser responsable dels cursos de taquigrafia organitzats per la CNT per als refugiats i va participar activament en els grups de teatre organitzats pel moviment llibertari. Va mantenir contacte estret amb grups d'activistes anarquistes, incloent al voltant d'Octavio Alberola Suriñach i Cipriano Mera. El 1965 va participar en les activitats de grup, que publica el diari Frente Libertario.
De 1972 a 1976, va col·laborar amb Suceso Portales en el rellançament de l'associació Mujeres Libres i en la redacció i publicació de la revista Mujeres Libres (47 números de 1964 a 1976), portaveu de la Federació de «Mujeres Libres de España en el Exilio». I, de fet, entre 1973 i 1976 s'edità a casa seva  Va ser membre de l’Association Nationale de la Libre Pensée.
Després de la mort de Franco va deixar el seu exili en algunes ocasions per participar en la Setmana confederal «Durruti» i per a la presentació de diverses pel·lícules sobre la Guerra Civil.

## Reconeixements
L'any 1998 va rebre la medalla de la Legió d'Honor, en reconeixement del Govern francès a la seva lluita contra el feixisme i per l'alliberament de les dones.
La Fundació Salvador Seguí de València (FSS), atorga el premi Sara Berenguer per a treballs de l'assignatura de Pràctiques externes del Grau d´Història de la Universitat de València.

## De toda la vida
La seva casa, prop de Besiers, continua sent un lloc de trobada dels llibertaris. Va ser allà on es va rodar gran part de la pel·lícula De toda la vida el 1984, dirigida per Lisa Berger, i amb guió de Carol Mazer, amb la col·laboració de Pepita Carpeña, Dolors Prat Coll, Frederica Montseny, Maria Batet, Suceso Portales, Lola Iturbe, Mercè Comaposada, Teresina Torrellas, Igualdad Ocaña, Sara Guillén i Conxa Pérez.

## Obra
Sara Berenguer ha col·laborat, a més de Mujeres Libres, en un gran nombre de publicacions de premsa llibertària i diverses antologies de poesia. Al 1988 publicà les seves memòries, Entre el sol y la tormenta. També participa en la redacció del llibre Mujeres libres: luchadoras libertarias (éditions FAL, 1999). Va guanyar diversos premis de poesia i va morir el 18 de juny de 2010.

Memòries
- (castellà) Entre el sol y la tormenta, Barcelone, Seuba, 1988, OCLC 462218486.
- Femmes d’Espagne en lutte, le courage anonyme au quotidien de la guerre civile à l'exil, Atelier de création libertaire, 2011, OCLC 780276113, notice éditeur Arxivat 2016-03-03 a Wayback Machine..

Poesia
- (castellà) Cardos y flores silvestres, 1982.
- (castellà) Jardin de Esencias, 1982,
- (castellà) El lenguaje de las flores, Barcelone, Amarantos, 1992, OCLC 81489318.
- (català) Sentiments, Vic Emboscall, 2004, OCLC 433333110.

Obres col·lectives
- (anglès) Amb Laura Ruiz, Free women (Mujeres Libres) : voices and memories for a libertarian future, Rotterdam, Boston, Sense, 2011, OCLC 668182876.

## Filmografia
- Lisa Berger, Carol Mazer, De toda la vida, 55 minuts, 1986, amb la participació de Sara Berenguer, Pepita Carpeña, Dolors Prat, Federica Montseny, Suceso Portales, Mercè Comaposada i Guillén i Conxa Perez,[5]
- El film Libertarias, realitzat per Vicente Aranda en 1996, tracta de les dones que van militaren a l'organització Mujeres Libres. Els personatges protagonistes van ser interpretats per les actrius Ana Belén, Victoria Abril i Ariadna Gil.